# Massimiliano Presti
Massimiliano Presti (* 21. September 1975) ist ein italienischer Inline-Speedskater.
| Personendaten    | Personendaten                    |
| ---------------- | -------------------------------- |
| NAME             | Presti, Massimiliano             |
| KURZBESCHREIBUNG | italienischer Inline-Speedskater |
| GEBURTSDATUM     | 21. September 1975               |